# IC 1097
IC 1097 је спирална галаксија у сазвјежђу Волар која се налази на листи објеката дубоког неба у Индекс каталогу.
Деклинација објекта је + 19° 11' 4" а ректасцензија 15h 8m 31,3s. Привидна величина (магнитуда) објекта IC 1097 износи 13,9 а фотографска магнитуда 14,7. IC 1097 је још познат и под ознакама UGC 9735, MCG 3-39-10, CGCG 106-12, IRAS 15062+1922, PGC 54059.